# Desmond Higham
Desmond J. Higham – brytyjski matematyk, od 2019 profesor Uniwersytetu Edynburskiego. W pracy naukowej zajmuje się analizą numeryczną.

## Życiorys
Studiował na Victoria University of Manchester (obecnie Uniwersytet Manchesterski), gdzie w 1988 uzyskał też stopień doktora. Zanim w 2019 został profesorem Uniwersytetu Edynburskiego, przez wiele lat pracował na University of Strathclyde.
Swoje prace publikował m.in. w „BIT Numerical Mathematics”, „IMA Journal of Numerical Analysis”, „SIAM Journal on Numerical Analysis” i „Numerische Mathematik".
W 2019 roku wygłosił wykład sekcyjny na konferencji Dynamics, Equations and Applications (DEA 2019). W 2006 został członkiem Royal Society of Edinburgh, a w 2020 nagrodzony Shephard Prize.